# Sceau d'État du Japon

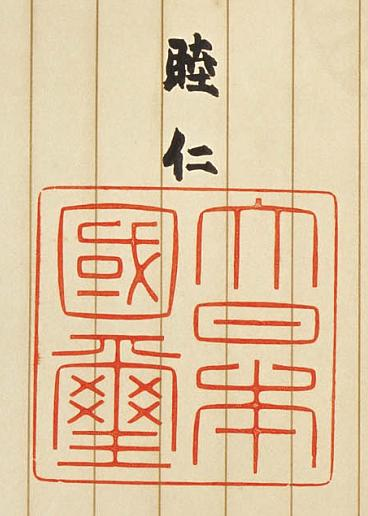
Signature de l'Empereur Meiji (en noir) et le sceau d'État du Japon (en rouge).

Le grand sceau du Japon (japonais : 国璽, autrefois 國璽, kokuji) est le sceau d'État officiel du Japon. De forme cubique, les caractères 大日本國璽 (« sceau national du grand Japon ») sont issus de l'ancienne écriture de sceau chinoise (篆書, tensho). Quand il est écrit verticalement sur deux lignes, le côté droit est 大日本 (Dai Nippon) et le côté gauche est 國璽 (kokuji).

## Histoire
Le sceau est constitué d'or pur, il mesure 3 sun (寸) (environ 9 cm) et pèse 4,5 kg. Abei Rekido (安部井 櫟堂, 1805-1883), maître-artisan de Kyoto, reçut la commande de fabriquer le sceau, qu'il fabriqua en même temps que le sceau privé du Japon en un an (1874). Le texte d'origine ne comprend pas le caractère « 帝 » (« impérial ») puisque le sceau fut fabriqué avant que le Japon ne devienne une monarchie constitutionnelle (大日本帝国, Dai Nippon Teikoku) par la constitution Meiji.
Selon cette constitution, les cas d'utilisation des sceaux privé et d'État étaient définis par la formule officielle kōbunshiki  (公文式, 1886–1907) puis kōreisiki (公式令, 1907–1947). Ces désignations furent cependant abolies après la promulgation de la constitution du Japon de 1947, et il n'existe aucune formule de remplacement. Le sceau d'État était seulement apposé sur les certificats (勲記, kunki).
Il est conservé dans un sac en cuir spécialement réservé à cet effet. Quand il doit être utilisé, un fonctionnaire spécial doit s'assurer que le sceau est correctement apposé et que l'encre de cinabre, spécialement fabriquée par le bureau national des impressions, ne coule ni ne glisse sur le papier.
Toute reproduction non autorisée du sceau d'État et du sceau privé est une infraction, punissable de deux ans ou plus de détention selon l'article 164 de la 1re clause du code pénal.